# چکاوک سیدامو
چکاوک سیدامو (نام علمی: Heteromirafra sidamoensis) نام یک گونه از سرده دگرجل‌ها است.